# アンラッキー・セックスまたはイカれたポルノ
『アンラッキー・セックスまたはイカれたポルノ』（原題・ルーマニア語: Babardeală cu bucluc sau porno balamuc）は、2021年のルーマニアのブラックコメディ映画。

## 概要
個人的に撮影した夫との性行為動画がインターネット上に流出したことで、保護者から非難を浴びる女性教師を通じ、ルーマニアの社会や国家、ひいては人間そのものを取り巻く諸問題についてブラックジョークを絡めながら描いた作品である。
新型コロナウイルス感染症の世界的流行の最中に撮影されたため、世相を反映し俳優たちはマスクをした状態で登場人物を演じている。
監督・脚本は、『アーフェリム！』で第65回ベルリン国際映画祭の銀熊賞を受賞したラドゥ・ジューデ。
ワールドプレミアは2021年3月に第71回ベルリン国際映画祭のコンペティション部門で行われ、最高賞である金熊賞を獲得した。ルーマニア映画の金熊賞受賞は3年ぶり3度目であった。
日本では2021年9月に、第35回イメージフォーラム・フェスティバルで上映され、2022年4月23日から一般劇場公開された。日本での一般公開時は『アンラッキー・セックスまたはイカれたポルノ 監督〈自己検閲〉版』という邦題となり、一部のシーンに編集が加えられている。
検閲バージョンを作ることについては当初は監督は嫌がっていたとプロデューサーのアダ・ソロモンは語っている。

## ストーリー
冒頭、様々な皮肉交じりの言葉を連発するふきだしに隠された、男女の性行為の映像が流れる。それは、ルーマニアの由緒ある中学校の教師エミが夫と性行為をしている動画だった。個人的な愉しみのために撮影したポルノだったが、意図せず流出し繰り返し拡散され、学校の生徒たちの目に触れてしまう。このことを問題視した親たちは、彼女の処遇について議論するため緊急集会を求める。そして、学校の対応が決定するまでの過程を、3章に分けて描く。
第1章では、エミが学校まで移動する様子をつぶさに追っていく。
新型コロナウイルス感染症の世界的流行以来、コロナ禍が続く社会ではマスクを始めとする感染対策が至る所で行われている。エミもマスクをしながら街を歩いている。
途中、突然卑猥な言葉を発する老婆が通りかかったり、スーパーマーケットや薬局のレジに並ぶ客たちのトラブルに遭遇したり、世間の雑事が淡々と映される。おもちゃ売り場や商店の看板、政治家のポスターといった街角に溢れる何気ない光景も、資本主義や民主主義の象徴として然りげ無く映される。
第2章では、隠喩に満ちた様々な映像がモンタージュされている。
歴史、政治、経済、イデオロギー、文化、習慣、環境、宗教、戦争など多岐にわたる事象に含まれた不条理を、哲学者や文化人の言葉を引用しながら風刺している。
第3章では、学校の緊急集会に到着したエミが、まるで裁判のように保護者の質問や詰問にさらされる様子を描いている。
反ユダヤ主義、ミソジニスト、歴史修正主義など多様な価値観をもつ親たちが各々の主張を展開し、エミは釈明に追われる。
議論は白熱し、留任させるか否かの採決が行われる。結果は、3つの異なったエンディングとして提示される。
一つ目は、留任に賛成が多数となるものの、反対派の怒りを買い収拾がつかなくなる。
二つ目は、留任に反対が多数となり、辞職したエミを皆が見送る。
三つ目は、全てを笑い飛ばすファンタスティックな落ちがつく（エミは「ワンダーウーマン」のようなコスチュームで、クモの網のようなものを出し保護者たちを成敗する）。

## キャスト
- エミ: カーチャ・パスカリュー
- 校長: クラウディア・イエレミア
- ルチア夫人: オリンピア・マライ
- ゲオルゲスク: ニコディム・ウングラーノ

## 評価
レビュー収集サイトのRotten Tomatoesは35件のレビューで支持率は94%、平均点は7.50/10となり、「タイトルと同様に遊び心のある挑発的な作品である『アンラッキー・セックスまたはイカれたポルノ』は、社会的規範の偽善を強調するために潜在的に好奇心をそそる仮定を用いている」とまとめられた。